# شهرستان لونگده
شهرستان لونگده (به لاتین: Longde County) یک منطقهٔ مسکونی در چین است که در گویوان واقع شده‌است.